# Попівка (Роменський район)
Попі́вка (МФА: [popiŭka] ( прослухати)) —  село в Україні, у Сумській області, Роменському районі. Населення становить 94 особи. Входить до складу Роменської міської громади. До 2020 орган місцевого самоврядування - Біловодська сільська рада.

## Географія
Село Попівка розташоване на лівому березі річки Сула, вище за течією на відстані 0.5 км розташоване село Біловод, нижче за течією на відстані 1 км розташоване село Москалівка, на протилежному березі - села Коржі та Садове.
Річка у цьому місці звивиста, утворює лимани, заболочені озера.

## Історія
Село постраждало внаслідок геноциду українського народу, проведеного урядом СРСР 1923-1933 та 1946-1947 роках.
12 червня 2020 року, відповідно до розпорядження Кабінету Міністрів України № 723-р «Про визначення адміністративних центрів та затвердження територій територіальних громад Сумської області», село увійшло до складу Роменської міської громади.
19 липня 2020 року, в результаті адміністративно-територіальної реформи та ліквідації Роменського району(1930—2020), увійшло до складу новоутвореного Роменського району.